# 코크 공항

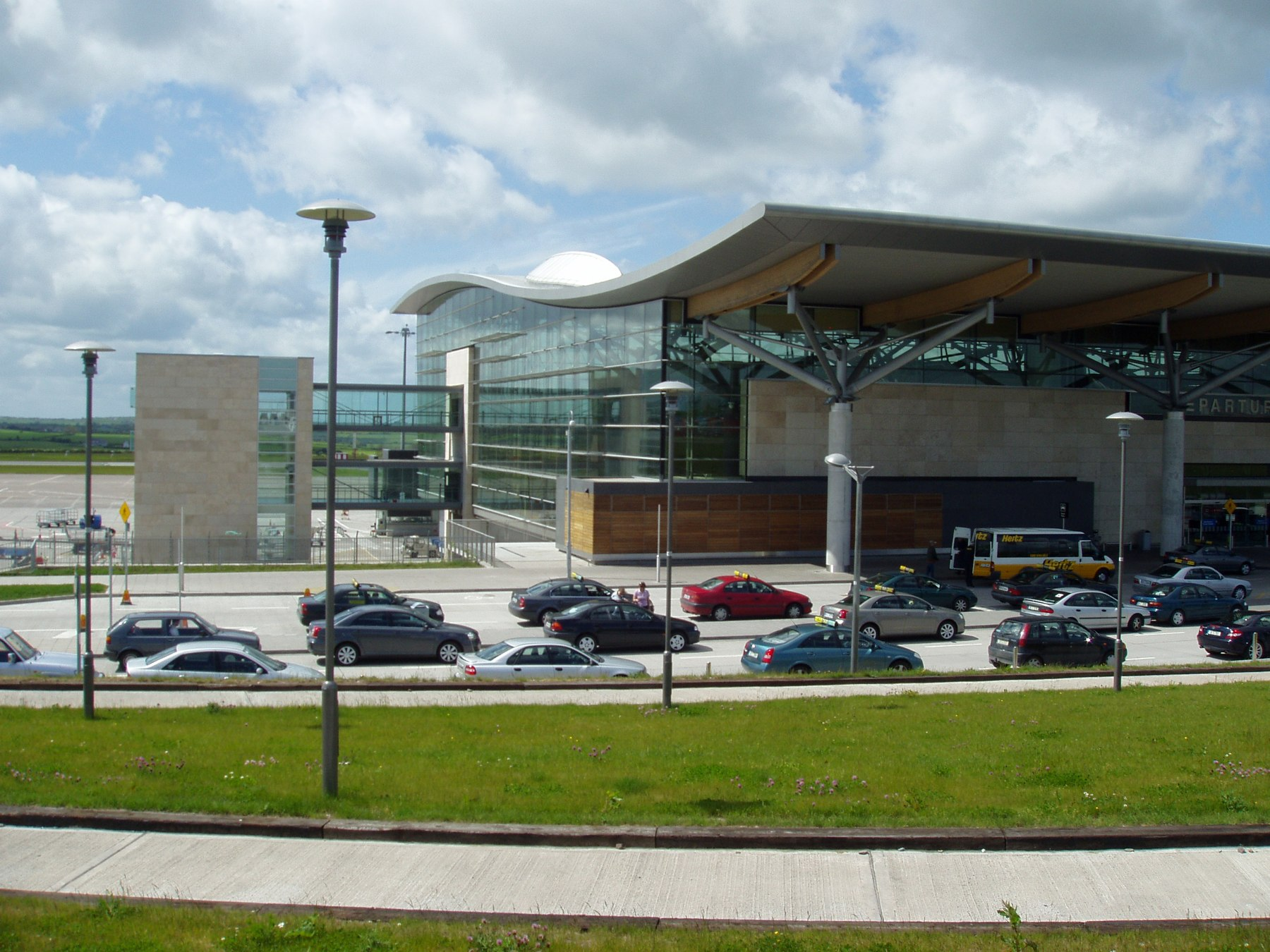

코크 공항(Cork Airport, Aerfort Chorcaí, IATA: ORK, ICAO: EICK)은 아일랜드에서 더블린 공항, 섀넌 공항과 더불어 3개의 주요 국제공항 가운데 하나이다. 이 주요 공항들 가운데 2번째로 큰 공항으로 더블린 공항이 1번째로, 섀넌 공항이 3번째로 큰 공항이다. 파머스크로스(Farmers Cross)로 알려진 코크시 중심부에서 남쪽으로 6.5킬로미터 지점에 위치한다. 2018년에 코크 공항은 2,392,821명을 수용하였다. 2020년 COVID-19 전 세계 팬더믹의 영향으로 비행 수에 심각한 영향을 주었으며 코크 공항의 승객 수는 530,000명으로 떨어지면서 80% 급감했다.